# Ubstadt-Weiher
Ubstadt-Weiher è un comune tedesco di 12 783 abitanti, situato nel land del Baden-Württemberg.